# Vittorio Lupi
Vittorio Luppi (Ceriana, 4 april 1941) is een Italiaans geestelijke en bisschop van de Rooms-Katholieke Kerk.
Luppi doorliep het diocesaan grootseminarie van Ventimiglia-San Remo en werd op 20 mei 1964 voor dat bisdom priester gewijd door bisschop Emilio Biancheri. Hij was vervolgens werkzaam als pastoor en doceerde daarnaast aan hetzelfde seminarie waar hij zijn opleiding had genoten. Van dat seminarie was hij gedurende twee perioden vice-rector. Luppi werd in 1970 benoemd tot plebaan van de nevenkathedraal van San Remo. In 1982 volgde zijn benoeming tot pastoor van Riva Ligure.
In 1991 werd Luppi benoemd tot vicaris-generaal van het bisdom Ventimiglia-San Remo. 
Op 30 november 2007 benoemde paus Benedictus XVI Luppi tot bisschop van Savona-Noli, waar hij Domenico Calcagno opvolgde die door dezelfde paus was benoemd tot secretaris van de Administratie van het Patrimonium van de Heilige Stoel. Op 27 januari 2008 ontving hij zijn bisschopswijding uit handen van kardinaal Angelo Bagnasco, de aartsbisschop van Genua, aan welk aartsbisdom Savona-Noli suffragaan is. Als bisschoppelijke wapenspreuk koos Lupi voor Gressus meos dirige (uit Psalm 119 (118, Vulgaat), 133: richt mijn voetstappen.